# José Gutiérrez Maesso
José Gutiérrez Maesso (* 10. Juni 1920 in Azuaga; † 1. August 2016) war ein spanischer Filmproduzent, Regisseur und Drehbuchautor.

## Leben
Mit seiner Familie – er ist Sohn eines Arztes – zog er nach Madrid; zu Beginn der Zweiten Spanischen Republik befand er sich auf Sprachreise in England und wurde durch die finanzielle Unterstützung durch Verwandte nach Lissabon gebracht; in Spanien zurück, lebte er dann bei Partisanen. 1940 begann er ein Medizinstudium, schloss jedoch nach Studienwechsel in Philosophie und Kunst ab. Nach seinem Militärdienst schloss er sich dem frisch eröffneten Instituto de Investigaciones y Experiencias Cinematográficas (IIEC) an.
Von 1953 (El alcalde de Zamalea) bis 1990 (La mansion de los Cthulhu) war Maesso in verschiedenen Funktionen an etwa 40 Filmproduktionen beteiligt; meist hatte er die Funktion des Drehbuchautors inne. 16 Filme produzierte er, bei fünfen führte er selbst Regie. Lange Jahre war er selbst Dozent am IIEC.
Das Buch „José G. Maesso el número 1“ wurde 2003 von Jesús García de Dueñas bei Ed. Departamentos de publicaciones veröffentlicht.

## Filmografie (Auswahl)
Als Filmregisseur
- 1953: El alcalde de Zalamea (& Drehbuch)
- 1974: Mörder-Roulette (El clan de los inmorales) (& Drehbuch, Produzent)

Als Drehbuchautor
- 1962: Bis aufs Blut (Tierra brutal) (& Produzent)
- 1966: Ohne Dollar keinen Sarg (El precio de un hombre) (& Produzent)
- 1966: Django
- 1967: Die Grausamen (I crudeli)
- 1968: Heißes Spiel für harte Männer (Rebus)
- 1972: Tedeum – Jeder Hieb ein Prankenschlag (Te deum)
- 1973: Der Clan der Killer (Un tipo con una faccia strana ti cerca per ucciderti) (& Produzent)
- 1978: Das Teufelscamp der verlorenen Frauen (& ausführender Produzent)

Als Filmproduzent
- 1963: Drei gegen Sacramento (Gringo)
- 1963: Los Tarantos
- 1968: Der letzte Zug nach Durango (Un treno per Durango)
- 1972: Coartada en disco rojo